# Карлув
Карлув (пол. Karłów, нім. Karlsberg) — село в Польщі, у гміні Радкув Клодзького повіту Нижньосілезького воєводства.
Населення — 53 особи (2011).
У 1975-1998 роках село належало до Валбжиського воєводства.

## Демографія
Демографічна структура станом на 31 березня 2011 року:
|          | Загалом | Допрацездатний вік | Працездатний вік | Постпрацездатний вік |
| -------- | ------- | ------------------ | ---------------- | -------------------- |
| Чоловіки | 27      | 5                  | 21               | 1                    |
| Жінки    | 26      | 7                  | 16               | 3                    |
| Разом    | 53      | 12                 | 37               | 4                    |

## Туризм
У Карлові є гостьові будинки, тут є продуктовий магазин. Є також гастрономічний пункт, де можна з'їсти основні страви швидкого харчування, а також рибні та польські страви.
Через Карлов проходять численні велосипедні маршрути, включаючи Міжнародний велосипедний маршрут Стіна та Міжнародний маршрут Столові Гори. Нещодавно було визначено три траси для бігових лиж, починаючи з Карлова та об'їжджаючи Щелінець Велькі. Загальна протяжність маршрутів становить близько 50 км, а їх професійну якість забезпечують зимові ратраки .
Карлув є відправною точкою для найбільших визначних пам’яток гір: Блукаючі скелі, Біла Скеля, Курган смерті, Нарожник і Щелінєць Великий  . Село Szosa Stu Zakrętów проходить через місто, тут також проходить дорога до Остра-Гори з колишнім туристичним переїздом до Чехії . Це також перетин декількох пішохідних стежок :
 Червона туристична стежка (Головний судетський маршрут): Вамб'єце - Рогач - Дорога на скелі - Карлув - Блукаючі скелі - Якубовіце - Кудова-Здруй
 Жовта туристична стежка Шкляри-Самборовіце - Яґельно - Przeworno - Gromnik - Біла Церква - Жельовиці - Остра Гура - Нємча - Гілув - Пілава-Дольна - Góra Parkovawa - Бєлава - Kalenica - Нова Руда - Przełęcz pod Krępcem - Сарни - Тлумач - Тлумач - Скальне Врота - Пастерка - прохід між Щелінєць Великий та Щелінєць Малий - Карлув - Лисиний прохід - Білі скелі - Скельні гриби - Bałwewek - Борув - Юзефська скеля - Душники-Здруй - PTTK "Pod Muflonem" - Щитна - Leśna Castle - Поляниця-Здруй - Łomnicka Równia - Іглицька - Медзигоро - Перевал Пучач 
 Блакитна туристична стежка траверс Щелінєць Малий від Жовтої пішохідної стежки
 Блакитна пішохідна стежка поблизу Щелінєць Великий - Скальне Врота - Радків
 Зелена туристична стежка Кудова-Здруй - Чермна - Пштражна - Остра Гура (туристичний прикордонний перехід з Чехією) - Пастерка - Карлув - Урвіско Батаровське - Балов - Гарнкар - Поляниця-Здруй
 Блакитна туристична стежка Карлув- Курган смерті - Ленце - Душники-Здруй